# Autographa gamma
La mariposa plusia (Autographa gamma), es una pequeña heterocera migratoria (Noctuidae) que se encuentra en la península ibérica, Europa, norte de África y parte de Asia.
Las mariposas miden de 3 a 4,5 centímetros. Las alas posteriores son de tono marrón. Las alas anteriores son anaranjadas, rojizas o parduscas, en ciertas zonas más oscuras, en el centro de las cuales se observa una pequeña línea blanca curvada en ángulo recto muy característica.

## Descripción
Tiene una envergadura de entre 30 y 45 milímetros. Las alas tienen unos motivos complejos, con sombras de marrón y gris, produciendo un excelente camuflaje. En el centro de cada una de ellas se observa una marca en forma de letra Y o la letra griega gamma, de color plateado. Hay diferentes formas, con diferentes colores que dependen del clima en donde hayan crecido las larvas.

## Distribución
La especie se extiende a través de Europa, partes de Asia, y el norte de África. Prefiere la vertiente sur de las colinas para vivir y los adultos vuelan durante todo el año. En primavera, un número significativo emigra hacia el norte llegando hasta Islandia, Groenlandia, y Finlandia con grandes invasiones de territorio.
Una segunda oleada llega en verano. En Europa central y en las islas británicas los adultos están presentes en un número significativo desde el mes de mayo en adelante, con una disminución a finales de otoño cuando son exterminados por las heladas. Algunos individuos vuelan hacia al sur de nuevo para pasar el invierno en zonas del Mediterráneo y del Mar Negro. Ordinariamente vuelan de noche a gran altura, aprovechando los vientos predominantes. Sus movimientos migratorios han sido estudiados con radar.
Se encuentran en una amplia variedad de hábitats, particularmente en áreas abiertas. Normalmente visitan jardines para tomar néctar de las flores.

## Ciclo de vida
Las Autographa gamma pueden producir entre dos y tres generaciones en un año, e incluso una cuarta cuando las condiciones son especialmente buenas. Los huevos son depositados en las partes superiores o inferiores de las hojas y tienen un color blancuzco y forma semiesférica. El período de incubación termina después de tres o cuatro días (si el clima es más fresco este periodo puede ser mayor).
Las larvas miden aproximadamente 30 milímetros y poseen tres pares de patas cortas que por lo general son verdes con manchas blancas. Se alimentan de una gran variedad de plantas herbáceas, de las cuales se han documentado más de 200 especies, incluyendo cultivos como guisantes (Pisum sativum), remolacha azucarera (Beta vulgaris) y repollo (Brassica oleracea) y muchas otras como tomates, tabaco, geranio, etc. Pueden reducir los rendimientos de las cosechas al dañar las hojas y por lo general son consideradas como plaga.
La pupa es, inicialmente, verde, pero se vuelve negra en forma gradual. Los adultos se aparean uno o dos días después de salir de la pupa, y comienza a poner huevos entre uno y cinco días después. Mueren entre el tercer y el decimonoveno día de haber salido de la pupa.

## Daños en los cultivos
Una forma ecológica de combatirlas es mirar debajo de las hojas donde se camuflan estos gusanos y retirarlos manualmente. Existen varios tratamientos, tanto ecológicos (Bacillus thuringiensis) como no ecológicos derivados de las piretrinas. Deben respetarse los plazos de seguridad de estos productos.

## Galería

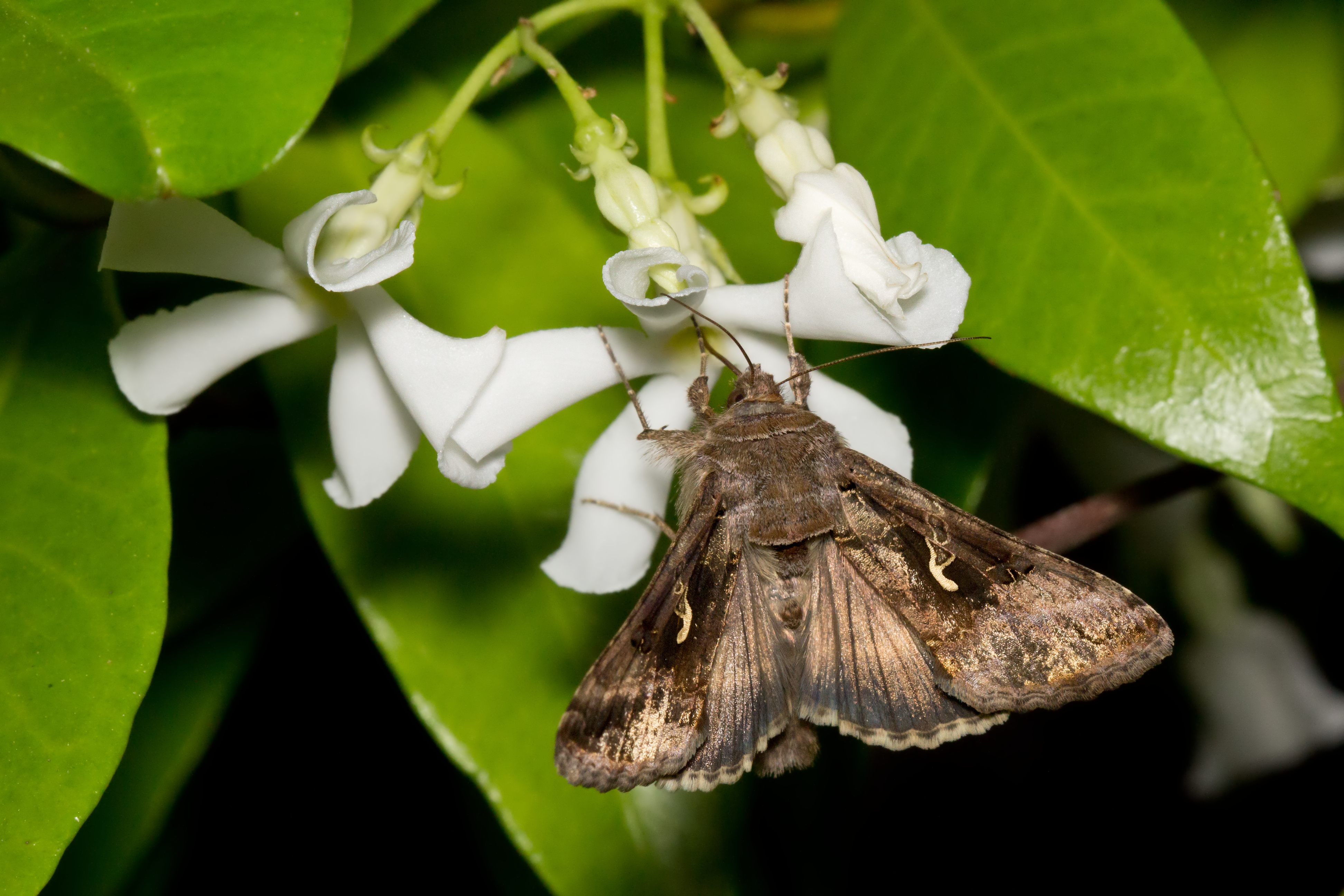
En Trachelospermum jasminoides
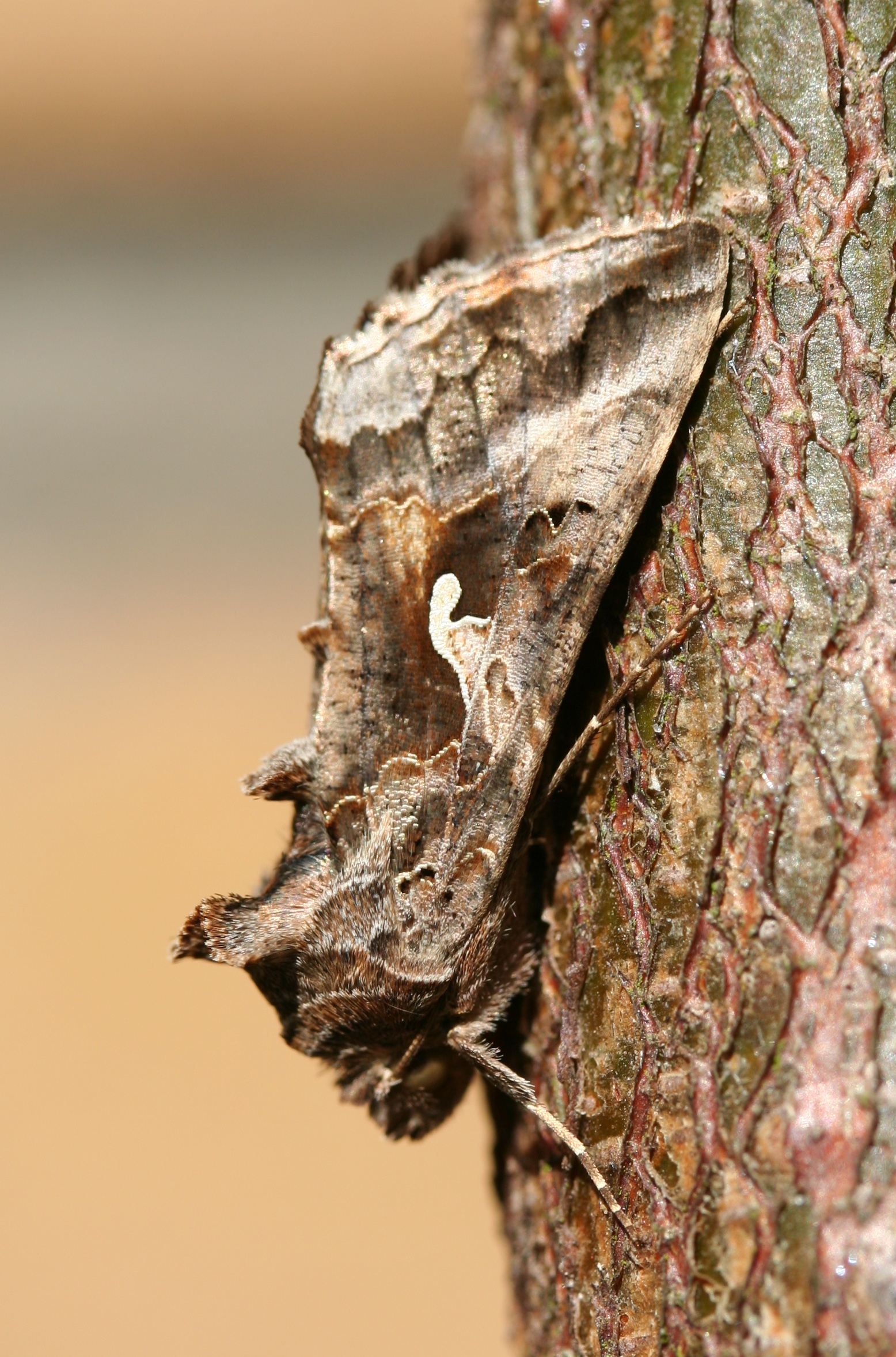
A. gamma
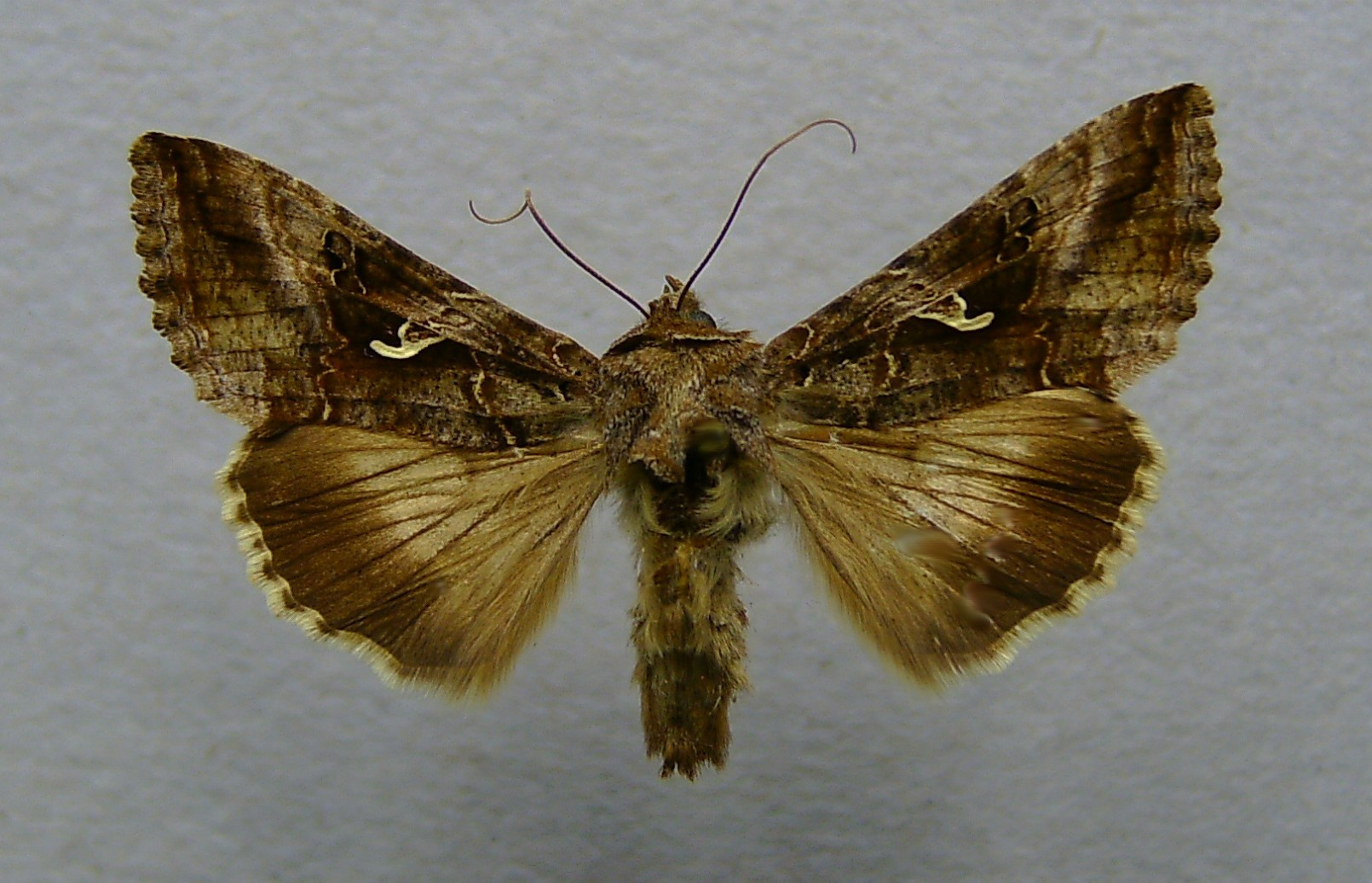
A. gamma espécimen
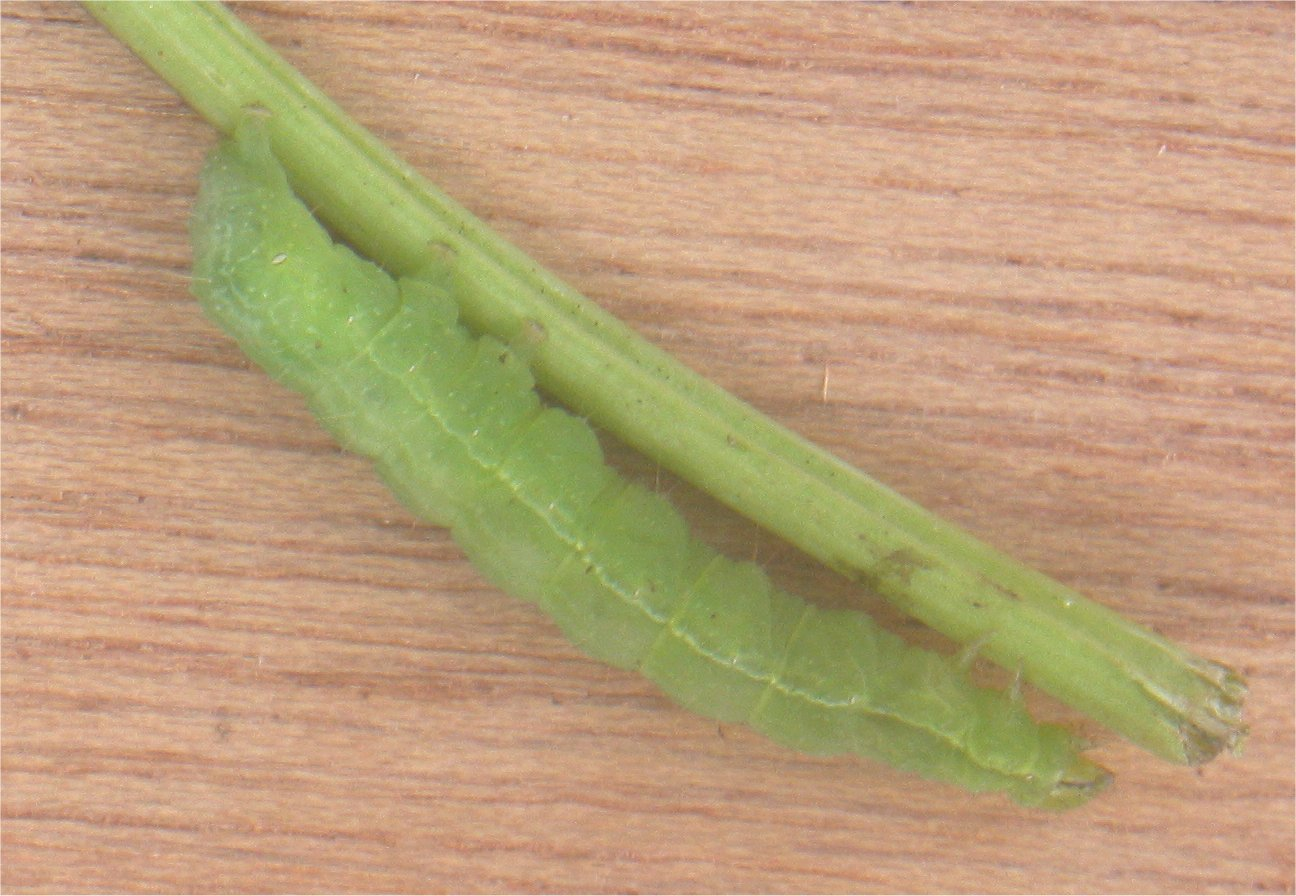
Oruga en tallo de zanahoria (Daucus carota)
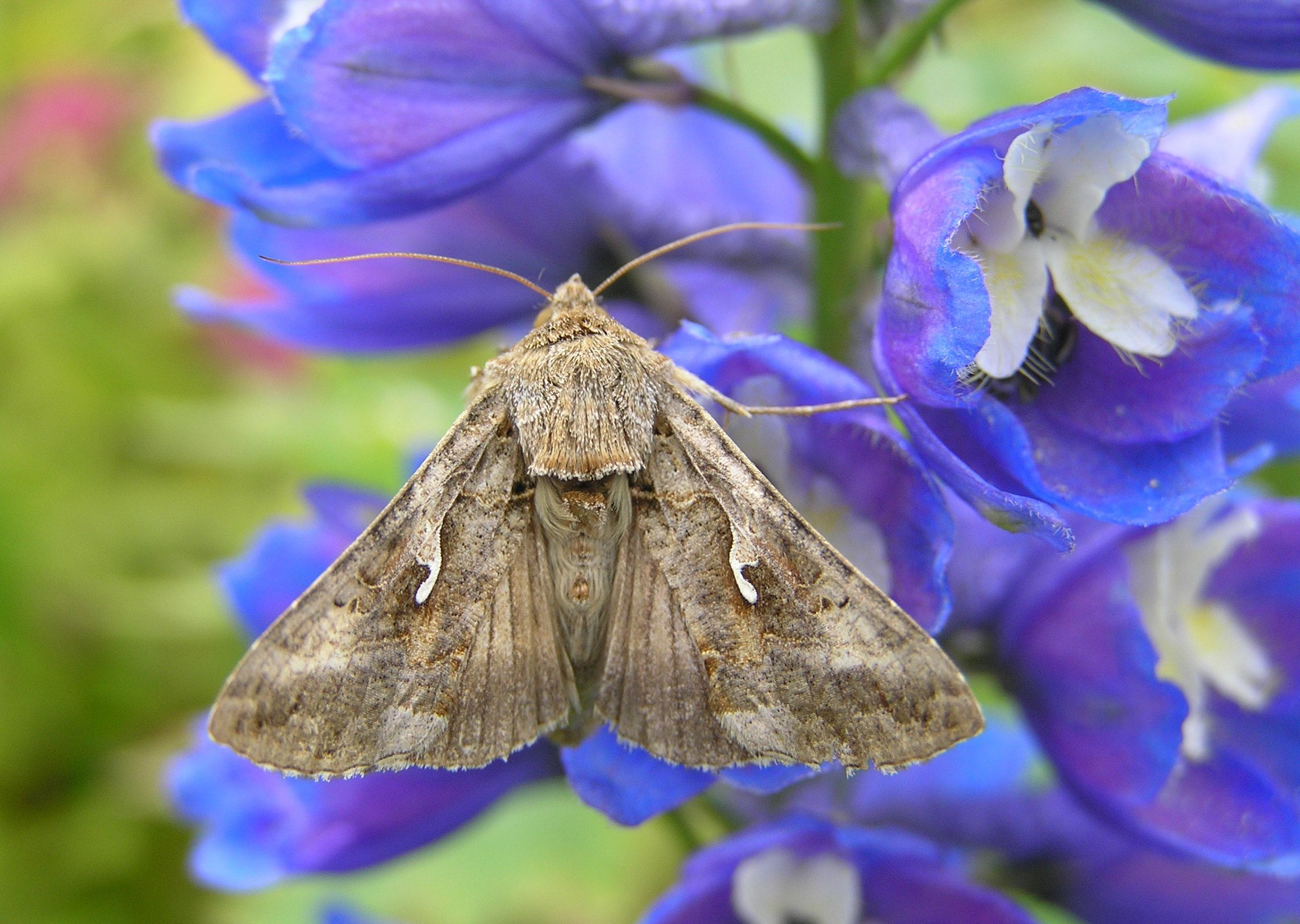
video of Autographa gamma en Hesse, Alemania
- Autographa gamma